# Hans-Jürgen Bömelburg
Hans-Jürgen Bömelburg (ur. 30 maja 1961 w Höxter) – niemiecki historyk zajmujący się okresem XVI–XX wieku.

## Życiorys
Studia w Münster, Besançon i Moguncji, doktorat na Uniwersytecie w Moguncji. W latach 1993–2003 pracownik naukowy biblioteki Niemieckiego Instytutu Historycznego w Warszawie. W 2003 r. na Uniwersytecie Humboldta w Berlinie, potem pracownik Nordost-Institut Lüneburg przy Uniwersytecie w Hamburgu. Habilitacja w 2005 r. na Martin-Luther-Universität Halle-Wittenberg. Od 2007 r. pracownik Justus-Liebig-Universität Gießen. Główne zainteresowania badawcze: historia stosunków polsko-niemieckich i Europy Środkowo-Wschodniej.
Od 2009 r. jest prezesem reaktywowanego w 1955 r. w Münster Warmińskiego Towarzystwa Historycznego (Historischer Verein für Ermland), a od 2012 r. współprzewodniczącym Wspólnej Polsko-Niemieckiej Komisji Podręcznikowej.

## Wybrane publikacje
- Zwischen polnischer Ständegesellschaft und preussischem Obrigkeitsstaat: vom Königlichen Preußen zu Westpreußen (1756–1806), München: R. Oldenbourg 1995.
- Vertreibung aus dem Osten. Deutsche und Polen erinnern sich, Olsztyn: Stowarzyszenie Wspólnota Kulturowa „Borussia” 2000.
- Frühneuzeitliche Nationen im östlichen Europa: das polnische Geschichtsdenken und die Reichweite einer humanistischen Nationalgeschichte (1500–1700), Wiesbaden: Harrassowitz Verlag 2006.
- (redakcja) Ständefreiheit und Staatsgestaltung in Ostmitteleuropa: übernationale Gemeinsamkeiten in der politischen Kultur vom 16–18 Jahrhundert, 1996.
- Friedrich II. Zwischen Deutschland und Polen: Ereignis – und Erinnerungsgeschichte, Stuttgart: Alfred Kröner Verlag 2011.

## Publikacje w języku polskim
- Polska myśl historyczna a humanistyczna historia narodowa (1500-1700), przeł. Zdzisław Owczarek, wprow. Andreas Lawaty, Kraków: Towarzystwo Autorów i Wydawców Prac Naukowych Universitas 2011.
- (redakcja) Wypędzeni ze Wschodu. Wspomnienia Polaków i Niemców, red. Hans-Jürgen Bömelburg, Renate Stössinger, Robert Traba, Olsztyn: Stowarzyszenie Wspólnota Kulturowa „Borussia” 2001.